# Ligne 34 (Infrabel)
Pour les articles homonymes, voir Ligne 34.
La ligne 34 est une ligne de chemin de fer belge reliant Liège et Hasselt. Elle faisait initialement partie d'une concession pour un axe nord - sud permettant de relier Eindhoven à Liège, attribuée à la Compagnie du chemin de fer Liégeois-Limbourgeois.

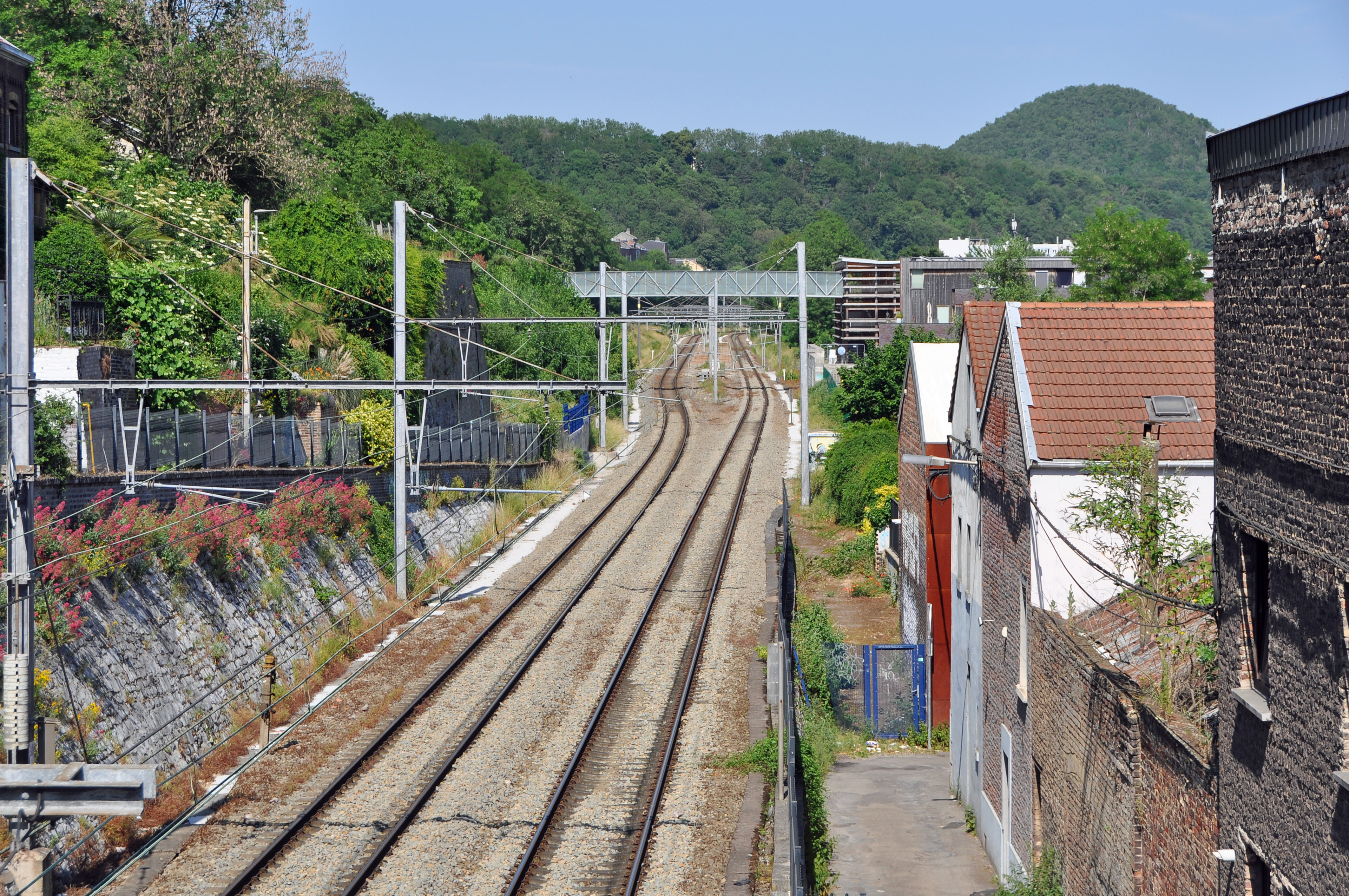
La ligne 34 à hauteur de la rue Vivegnis à Liège.

Cette ligne, électrifiée en 3 kV CC sur toute sa longueur, est à voie unique entre Liers et Y Glons et à double voie partout ailleurs.
Aujourd'hui, cette ligne est intensément utilisée, entre Glons (Tongres) et Hasselt dans le cadre d'un corridor de transport de marchandises par rail entre le port d'Anvers et l'Allemagne, via Montzen et Aix-la-Chapelle. Elle est également parcourue par une relation pour voyageur cadencée à l'heure de type "InterCity" entre Hasselt et Maastricht via Liège en semaine et entre Anvers et Liège le week end, alors que sur le tronçon en banlieue liégeoise, la desserte est renforcée par plusieurs autres relations horaires limitées à Liège-Saint-Lambert, Herstal ou Liers.

## Historique
La Compagnie du chemin de fer Liégeois-Limbourgeois (LL) obtient une concession pour la construction de la ligne en 1863. 10 ans plus tard, la ligne est inaugurée. Elle est directement posée à double voie au nord de Liers. La connexion avec les autres réseaux ferrés présents en région liégeoise est assurée par la ligne 31 entre Liers et Ans. La Compagnie LL dispose de sa propre gare au nord de Liège, à Liège-Vivegnis (reliée à Liers par une voie unique). L'exploitation des lignes du Liégeois-Limbourgeois est confiée à la Compagnie pour l'exploitation des chemins de fer de l'État Néerlandais. Un court tronçon entre Hasselt et Beverst est commun avec la ligne 20, exploitée à l'époque par la compagnie du Grand Central Belge.

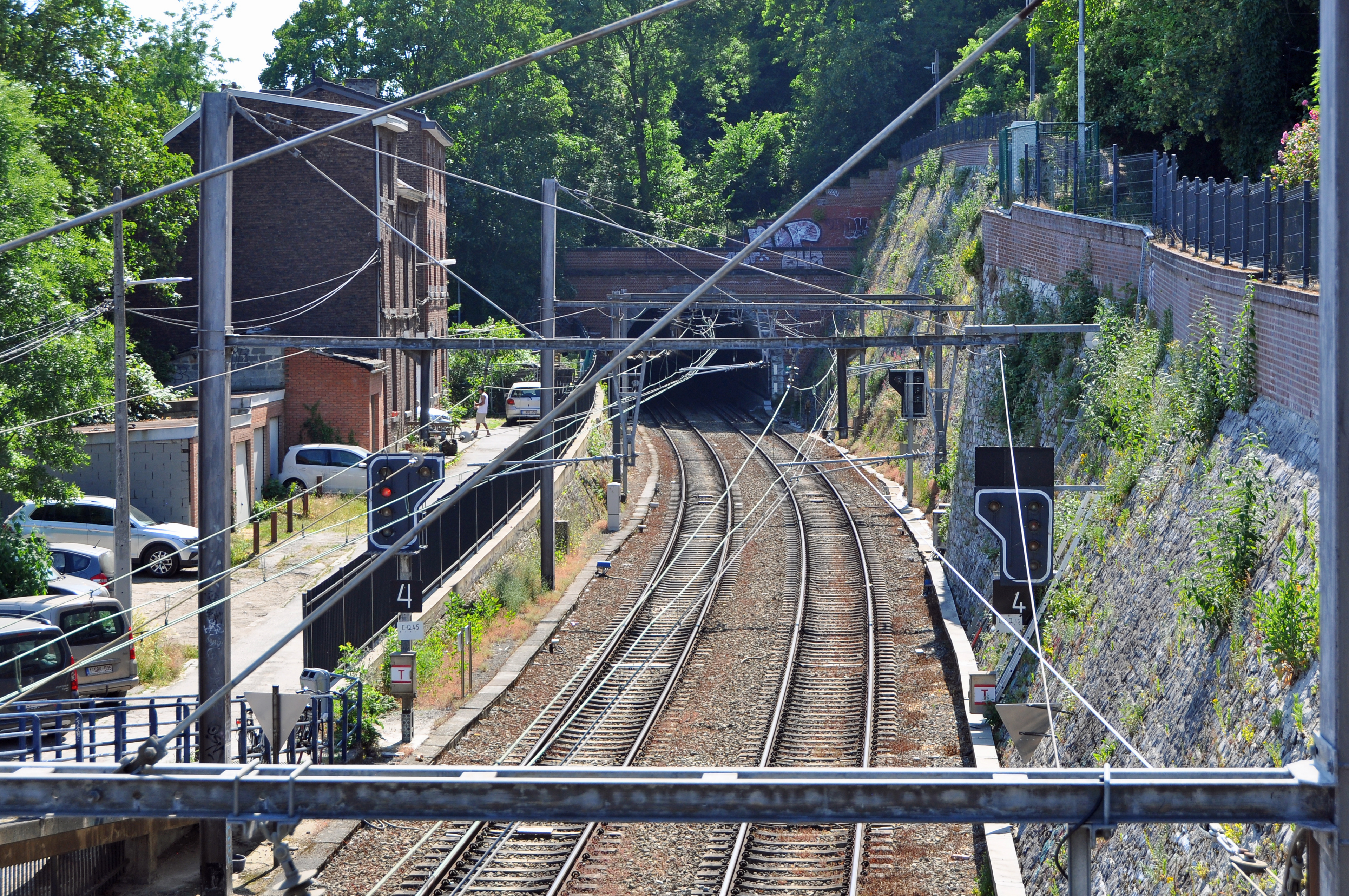
La ligne 34 à Liège, avec au fond l'entrée du tunnel sous Pierreuse.

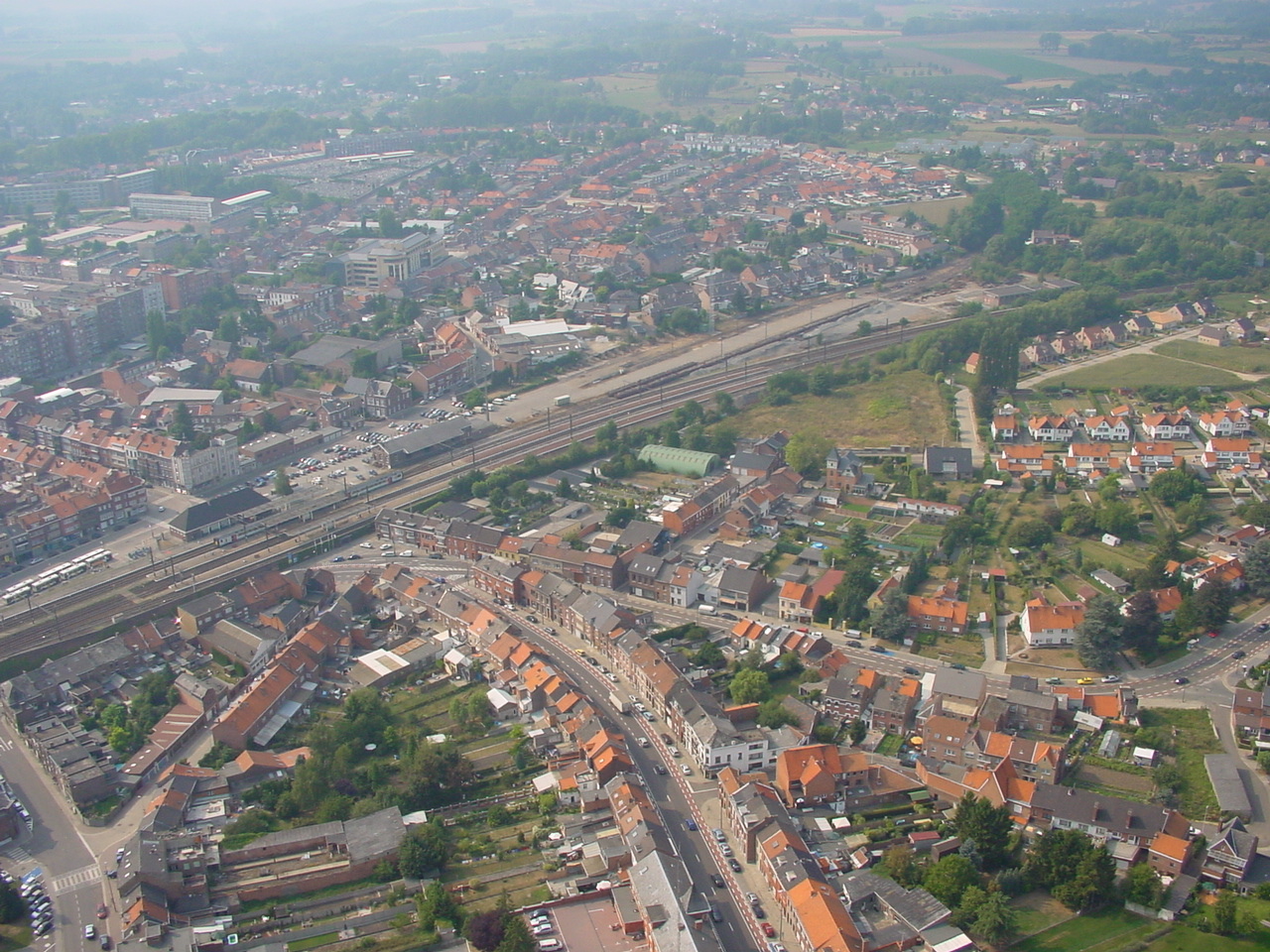
La gare de Tongres. La forme évasée de l'emprise vers le haut de la photo témoigne de l'ancienne bifurcation vers Saint-Trond. La ceinture verte qui entoure la ville en suit le tracé.

La ligne n'est pas reliée aux autres gares de la cité ardente avant 1877, il est en effet nécessaire de passer sous la ville, ce qui nécessite le percement de plusieurs tunnels et la construction de deux nouvelles gares : Liège-Palais (désormais Liège-Saint-Lambert) et Liège-Jonfosse (désormais Liège-Carré). Le financement de cette jonction est assuré par la Compagnie de l'État Belge. On en profite pour mettre à double voie la section qui ne l'était pas encore.
La ligne jouera un rôle important pour relier le bassin minier limbourgeois et le bassin industriel liégeois.
En 1973, la SNCB pose une courbe de raccordement vers la ligne 24 à Glons. L'usage des quelques kilomètres de la section Glons - Tongres décroit, jusqu'à être abandonné lors de l'électrification et déferré en 1984.
Durant les "trente glorieuses", le trafic voyageur s'intensifie entre Liège et Liers. Cette gare est alors reliée à Ans par la ligne 31 qui est rouverte au trafic voyageur en 1973. L'ensemble constitue l'une des liaisons suburbaines d'un ambitieux plan qui justifiera l'électrification en 1976, malgré la difficulté de mettre les tunnels liégeois au gabarit électrique. La section Liers - Glons est remise à voie unique en 1982, simultanément avec l'électrification du tronçon Liers - Hasselt. En 1984 déjà, le plan IC-IR de la SNCB implique la fin de la desserte de la ligne 31 faute d'avoir trouvé une clientèle suffisante et la fermeture de plusieurs arrêts en région liégeoise sur la ligne 34.

## Utilisation
La ligne est parcourable à 120 km/h entre Hasselt et Glons, et à 90 km/h au-delà. Le trafic voyageur est composé :
- d'une relation IC-09 (InterCity) : Liège-Guillemins – Hasselt – Anvers, cadencée à l'heure, uniquement le week-end.
- d'une relation IC-18 (InterCity) : Liège-Saint-Lambert – Namur – Bruxelles cadencée à l'heure. Cette relation marque plus d'arrêts que l'IC-25 et ne circule pas le weekend.
- d'une relation IC-25 (InterCity) : Liers – Liège – Namur – Mons – Tournai – Mouscron, cadencée à l'heure (en semaine le parcours est limité au trajet Herstal – Mons).
- d'une relation IC-33 (InterCity) : Liers – Liège – Luxembourg, cadencée aux 2 heures et uniquement le week-end. En semaine cette liaison ne circule qu'entre Liège-Guillemins et Luxembourg toutes les heures.
- d'une relation S41 (RER liégeois) : Herstal – Liège – Verviers, cadencée à l'heure, uniquement le weekend.
- d'une relation S42 (RER liégeois) : Liers – Seraing – Flémalle-Haute cadencée à l'heure
- d'une relation L (omnibus) : Liers – Liège – Marloie (– Rochefort-Jemelle) cadencée à l'heure en semaine et aux 2 heures le week-end.

- de quelques paires de trains P (renforcement en heure de pointe). Il s'agit de trains venant de Gouvy, Welkenraedt, Marloie (ou Jemelle) et prolongés depuis la gare de Liège-Guillemins vers Liège-Saint-Lambert ou Liers

Le trafic fret est essentiellement composé du corridor Anvers - Rhin / Ruhr, sur le tronçon Hasselt - Glons de la ligne. Quelques trains transitent occasionnellement par la section Liège - Glons.

## Caractéristiques

### Profil
Entre Liège-Guillemins et l'ancienne gare de Liège-Vivegnis, la ligne présente peu de déclivités mais est en grande partie souterraine. Le profil entre Vivegnis et Beverst est plus difficile avec notamment une rampe quasi continue à 16 ‰ entre Herstal et Liers permettant au chemin de fer de s'extraire de la vallée de la Meuse, suivie par une descente en grande partie à 10 ‰ aboutissant aux abords de Glons dans la vallée de la Geer. Entre Tongres et Beverst, la ligne inclut plusieurs sections à 8 ou 10 ‰ tandis que le reste du tracé vers Hasselt est moins pentu.

### Ouvrages d'art
Les principaux ouvrages d'art sont les trois tunnels sous Liège (voir le plan de ligne ci-contre).

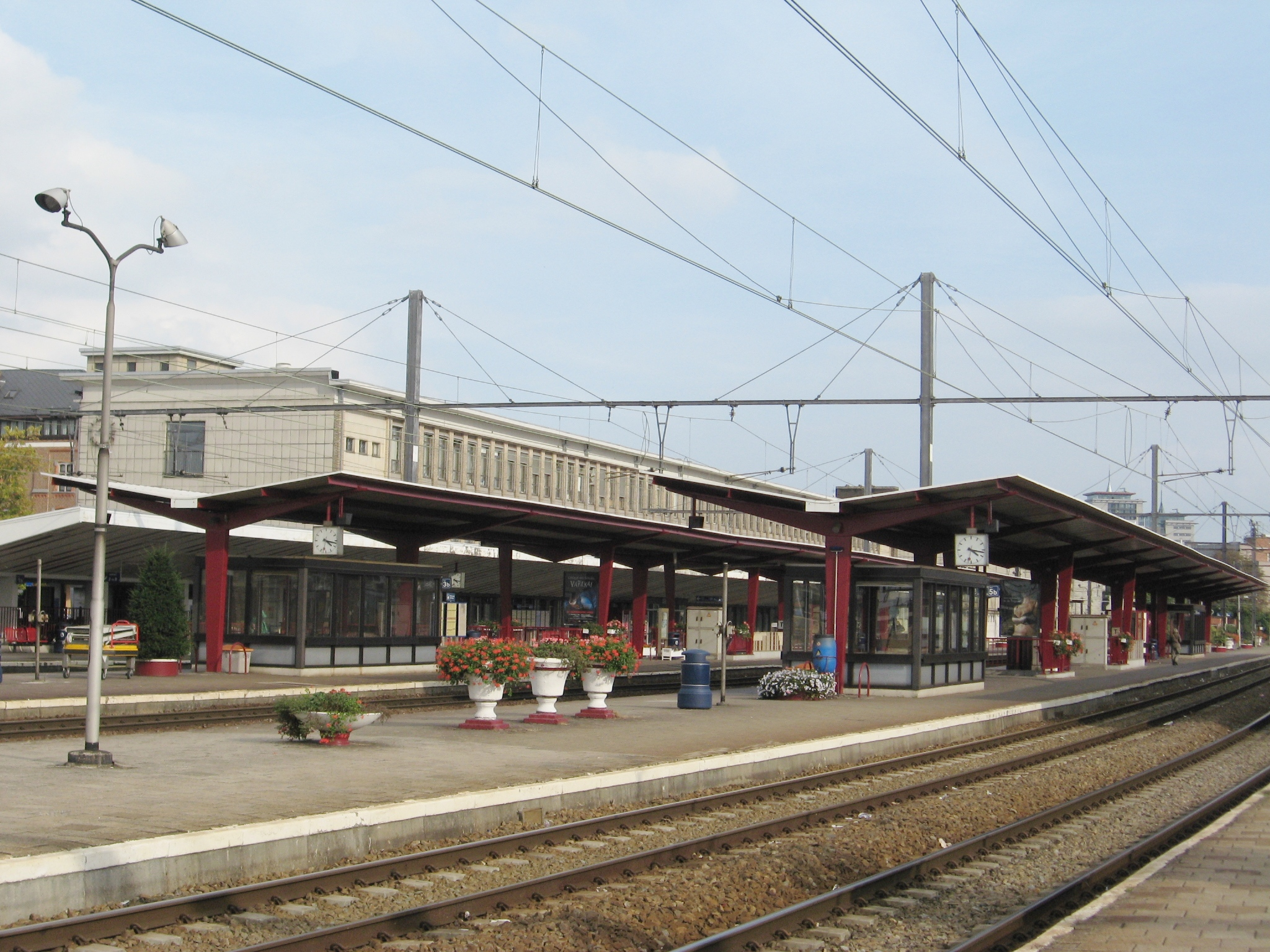
La gare de Hasselt.
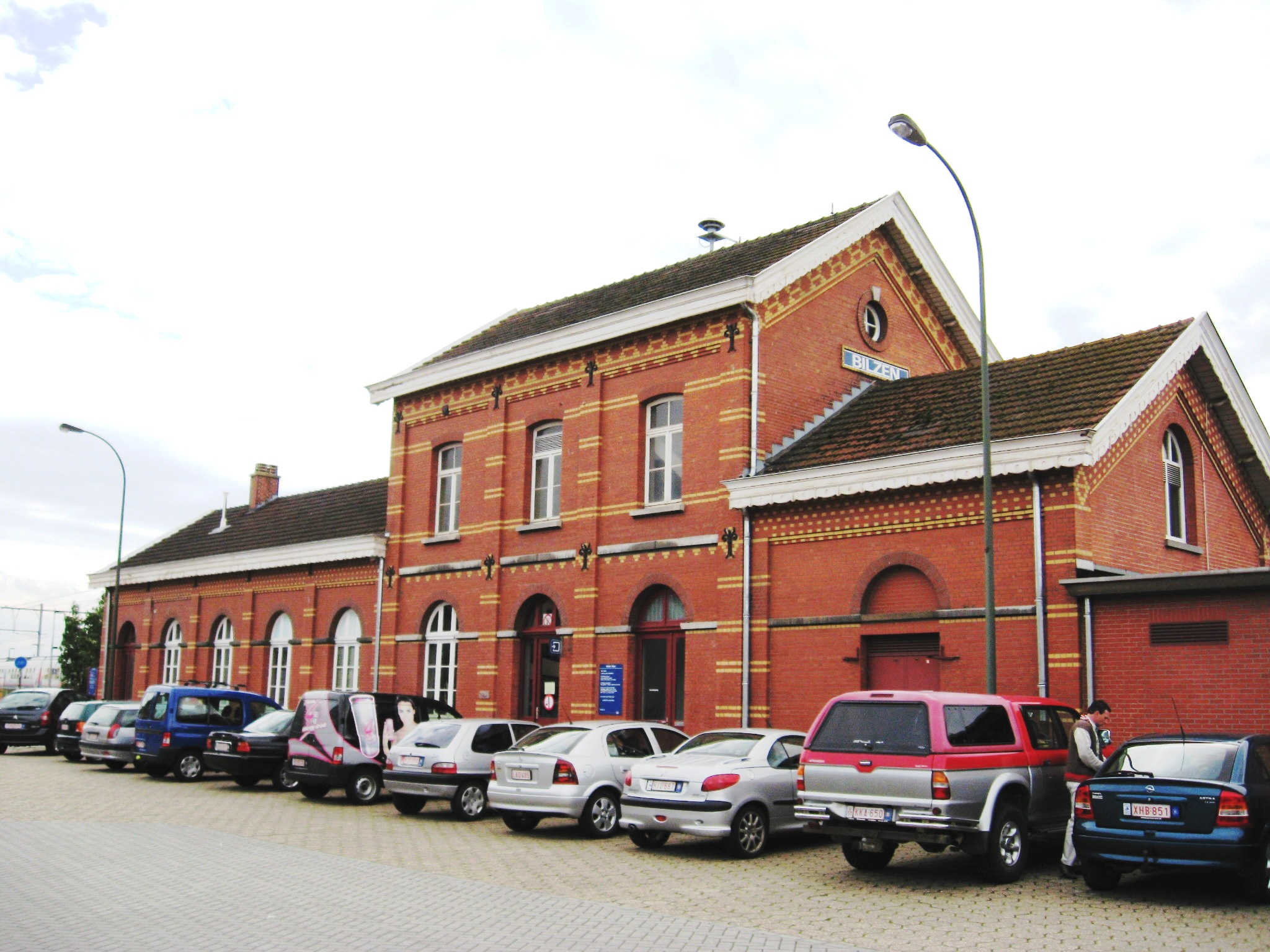
La gare de Bilzen, un bâtiment standard des chemins de fer belges
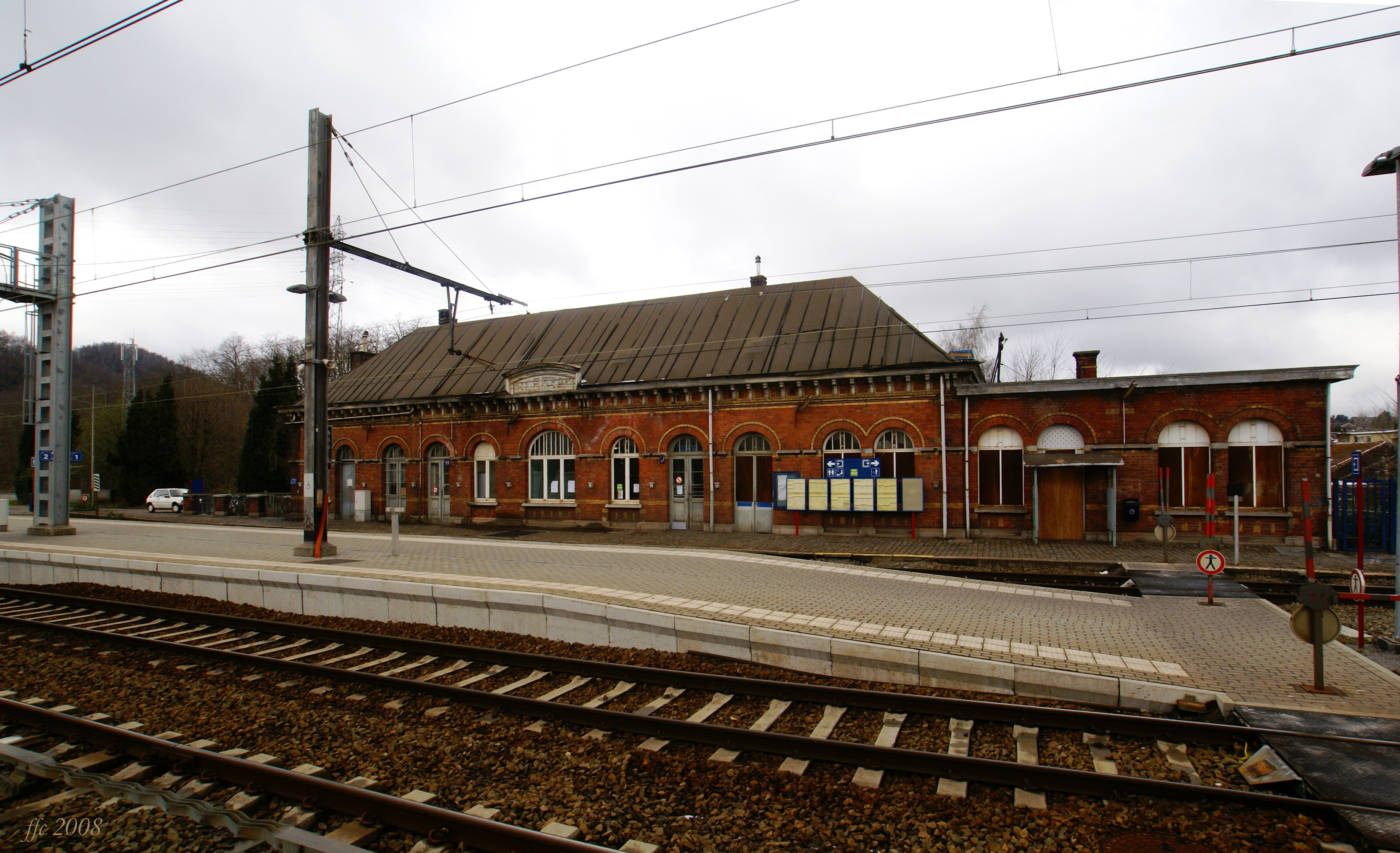
La gare de Herstal : quais rénovés, mais revêtement temporaire sur la toiture.
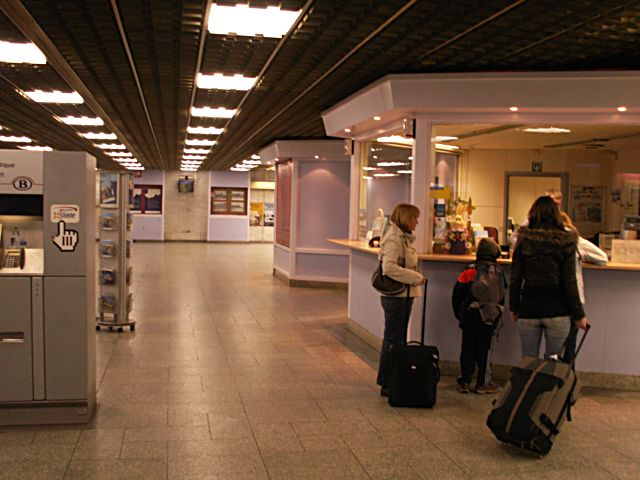
La gare de Liège-Saint-Lambert, dont les installations se trouvent sous les voies.

## Charbonnages desservis par la ligne 34
Plusieurs charbonnages, depuis disparus, étaient desservis par la ligne 34 :
- Le siège Banneux de la Société anonyme des Charbonnages de Bonne Espérance, Batterie, Bonne-Fin et Violette
- Le siège Belle-Vue et Bienvennue de la Société anonyme des Charbonnages du Hasard
- Le siège Petite Bacnure (ou Préale) de la Société anonyme des Charbonnages de la Grande Bacnure
- Le siège Milmort de la Société anonyme des Charbonnages d'Abhooz et Bonne-Foi Hareng